# John Mayall & the Bluesbreakers
John Mayall & the Bluesbreakers byla průkopnická anglická blues-rocková skupina založená v roce 1963 v Londýně. Frontmanem skupiny byl zpěvák a multiinstrumentalista John Mayall. Ve skupině se vystřídalo velké množství hudebníků, mezi které patří i Eric Clapton a Jack Bruce (oba později Cream), Harvey „The Snake“ Mandel, Larry „The Mole“ Taylor (oba ze skupiny Canned Heat), Mick Taylor, Peter Green nebo například bubeník Aynsley Dunbar (později The Mothers of Invention Franka Zappy a Whitesnake) Dick Heckstall-Smith a mnoho dalších.
Mayall používal název Bluesbreakers či Blues Breakers v letech 1963–1967, načež jej dal na patnáct let k ledu. Album Return of the Bluesbreakers v roce 1982 znamenalo návrat ke starému názvu, který skupina používala až do ukončení své činnosti v roce 2008.

## Historie
Skupina vznikla roku 1963 a stala se neustále se měnícím uskupením hudebníků. Za dobu působení Bluesbreakers bylo rozličných kombinací muzikantů více než 100.

První singl, který John Mayall se svojí skupinou vydal, měl na straně A skladbu Crawling Up a Hill a na straně B Mr. James. Na trh přišel v květnu 1964. Hráli: Bernie Watson na kytaru, John McVie na basovou kytaru a Peter Ward a Martin Hart na bicí."

Poté co singl vyšel, nahradil Bernieho Watsona kytarista Roger Dean a Martina Harta Hughie Flint. Tato sestava natočila s Mayallem LP John Mayall Plays John Mayall. Po následném singlu Crocodile Walk s Blues City Shakedown na béčku odešel Roger Dean, kterého nahradil Eric Clapton.

Pro kytaristu i pro skupinu znamenal Claptonův příchod velký přínos. Stalo se tak v dubnu 1965, jen pár měsíců po vydání prvního alba John Mayall Plays John Mayall.
V říjnu téhož roku vyšel první singl, kde je skupina uvedena pod názvem John Mayall & The Bluesbreakers. SP I'm Your Witchdoctor produkoval Jimmy Page. V červenci 1966 vydali Bluesbreakers album Blues Breakers with Eric Clapton (známé též jako The Beano Album), které se dostalo do britské Top Ten, a v srpnu singl Lonely Years se skladbou Bernard Jenkins na béčku.

Krátce poté navštívil Clapton koncert Buddyho Guye v londýnském klubu Marquee a zaujala ho hráčská svoboda panující v jeho triu: „Basák a bubeník dělali svou práci a Buddy si odehrál celej večer po svým. Zdálo se mi to tak svobodný. V Mayallových Bluesbreakers vládla celkem přísná atmosféra, večer co večer jsme hráli totéž a to byl ten problém. Trio bylo způsob, jak se osvobodit.“ Tak se zrodila idea superskupiny Cream, tria ve složení Eric Clapton, Ginger Baker a Jack Bruce.

V Bluesbreakers nahradil Claptona Peter Green, nahrál s nimi album A Hard Road, načež skupinu opustil a založil společně s Mickem Fleetwoodem skupinu Fleetwood Mac. Na jeho místo pak přišel Mick Taylor a nahrál s Bluesbreakers album Crusade (vyšlo v září 1967).

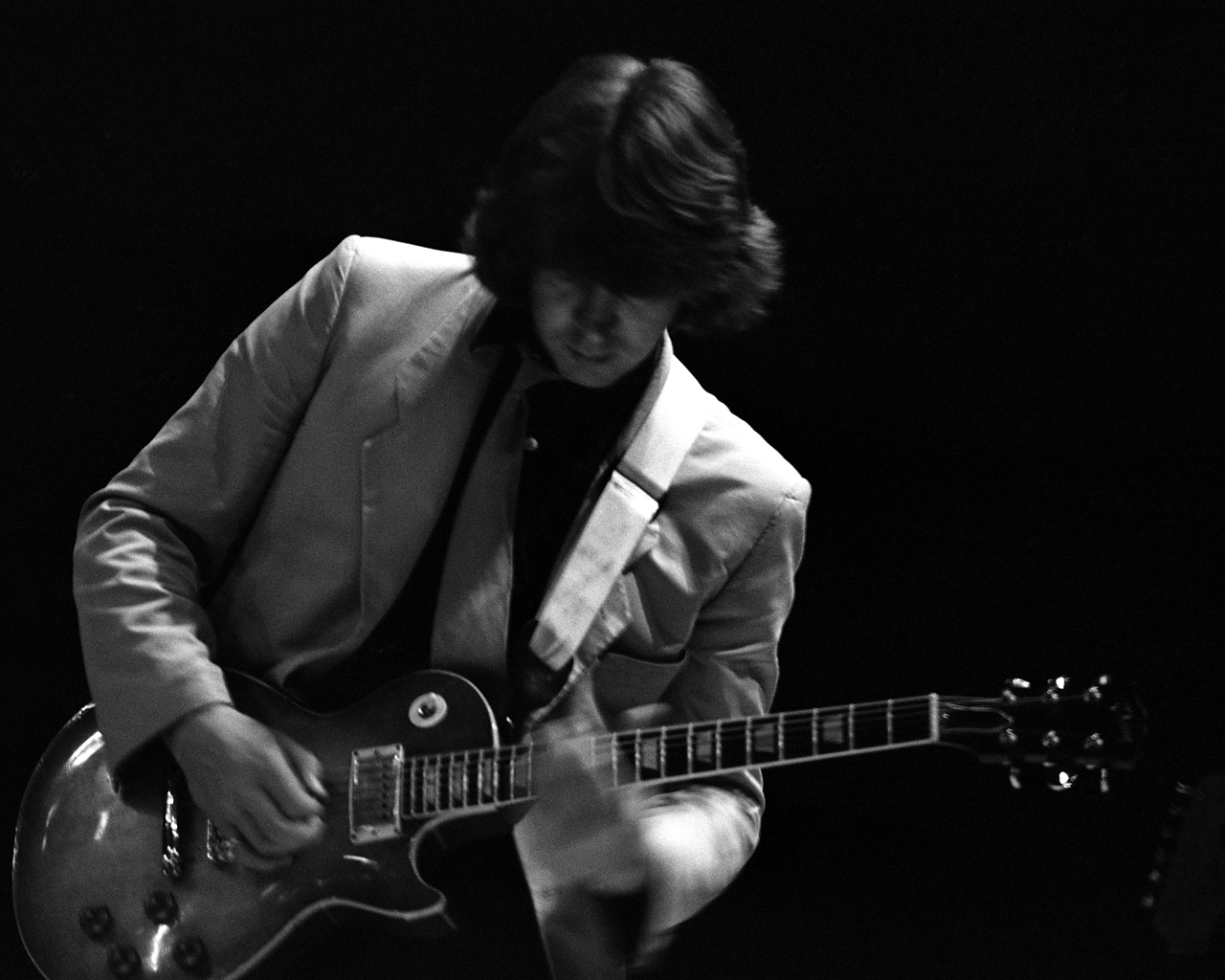
Mick Taylor hraje s Johnem Mayallem počátkem 80. let v Clevelandu

Brzy nato odešel John McVie, aby se připojil k Fleetwood Mac. Na albu Bare Wires jej nahradil Tony Reeves. Toto LP se umístilo na nejvyšší příčce hitparád ze všech alb, jež kdy skupina vydala. Mick Talor pak odešel k Rolling Stones a na deskách Johna Mayalla se přestal objevovat název Bluesbreakers.
Na přelomu 60. a 70. let se konečně dostavil i úspěch v USA.

S několika přestávkami pokračovali Bluesbreakers v koncertování a vydávání desek (celkem více než 50), ačkoli tato alba již nikdy nedosáhla takových posluchačských úspěchů a kladných kritických ohlasů, jako alba dřívější.

V roce 2003 vystoupili Eric Clapton, Mick Taylor a Chris Barber se skupinou na Koncertě k 70. narozeninám Johna Mayalla v Liverpoolu. Tato událost byla zaznamenána a posléze vyšla na CD a DVD.

V roce 2004 se Bluesbreakers ve složení John Mayall, Buddy Whittington, Joe Yuele, Hank Van Sickle a Tom Canning vydali na turné po Velké Británii. Jako host s nimi vystupoval Mick Taylor.
V listopadu 2008 ohlásil John Mayall na své webové stránce, že Bluesbreakers rozpouští, aby snížil svoje značné pracovní zatížení a uvolnil si ruce pro spolupráci s jinými muzikanty. Prvním Mayallovým vystoupením po rozpuštění Bluesbreakers bylo sólové turné s Rockym Athasem (dříve Black Oak Arkansas) v roce 2009.

## Členové
Zakládající členové jsou uvedeni tučně.

### Zpěvák
- John Mayall

### Kystaristé
- Bernie Watson
- Roger Dean
- Eric Clapton
- Peter Green
- Mick Taylor
- Jon Mark
- Randy Resnick
- Don "Sugarcane" Harris
- Harvey Mandel
- Freddy Robinson
- Kal David
- Walter Trout
- Coco Montoya
- Buddy Whittington
- Simon Bateman

### Baskytaristé
- John McVie
- Jack Bruce
- Tony Reeves
- Larry Taylor
- Malcolm Poole
- Keith Tillman
- Andy Fraser
- Hank Van Sickle

### Bubeníci
- Peter Ward
- Martin Hart
- Hughie Flint
- Aynsley Dunbar
- Mick Fleetwood
- Jon Hiseman
- Keef Hartley
- Colin Allen
- Soko Richardson
- Joe Yuele

### Houslisté
- Sugar Cane Harris

### Dechová sekce
- Johnny Almond
- Chris Mercer
- Dick Heckstall-Smith
- Henry Lowther
- Chris Barber

## Diskografie

### Alba
- 1965: John Mayall Plays John Mayall (Decca*) – hrají zde budoucí členové Bluesbreakers)
- 1966: Blues Breakers – John Mayall – With Eric Clapton (Decca*)
- 1967: A Hard Road (Decca*)
- 1967: John Mayall's Bluesbreakers with Paul Butterfield (Decca EP 45)
- 1967: Crusade (Decca*)
- 1968: Diary of a Band Volume 1 (Decca*)
- 1968: Diary of a Band Volume 2 (Decca*)
- 1968: Bare Wires (Decca*)
- 1969: Looking Back (Decca*) – kompilace
- 1969: Thru the Years (London)
- 1969: Primal Solos (Decca)
- 1982: Return of the Bluesbreakers (Aim Australia)
- 1985: Behind the Iron Curtain (GNP Crescendo*)
- 1987: Chicago Line (Entente – Island*)
- 1988: The Power of the Blues (Entente*)
- 1988: Archives to Eighties (Polydor*)
- 1990: A Sense of Place (Island*)
- 1992: Cross Country Blues (One Way*)
- 1993: Wake Up Call (Silvertone*)
- 1994: The 1982 Reunion Concert (One Way*)
- 1995: Spinning Coin (Silvertone*)
- 1997: Blues for the Lost Days (Silvertone*)
- 1999: Padlock on the Blues (Eagle*)
- 1999: Rock the Blues Tonight (Indigo*)
- 1999: Live at the Marquee 1969 (Eagle*)
- 2000: Time Capsule (Private Stash) – limitovaná edice
- 2001: UK Tour 2K (Private Stash) – limitovaná edice
- 2001: Boogie Woogie Man (Private Stash*) – limitovaná edice
- 2001: Along for the Ride (Eagle/Red Ink*)
- 2002: Stories (Eagle/Red Ink*)
- 2003: No Days Off (Private Stash*) – limitovaná edice
- 2003: Rolling with the Blues (Shakedown UK*)
- 2003: 70th Birthday Concert CD & DVD (Eagle*)
- 2004: Cookin' Down Under DVD (Private Stash*) – limitovaná edice
- 2004: The Godfather of British Blues/Turning Point DVD (Eagle*)
- 2004: The Turning Point Soundtrack (Eagle*)
- 2005: Road Dogs (Eagle*)
- 2007: Live at the BBC (Decca*)
- 2007: In the Palace of the King (Eagle*)
- 2007: Live from Austin, TX (New West Records)

### DVD
- 1982: Blues Alive  VHS (znovuvydáno v roce 2004 jako DVD Jammin' With the Blues Greats) – koncert natočený v červnu 1982 v New Jersey's Capitol Theater s Mayallem, Mickem Taylorem, Johnem McVie, a Colinem Allenem a s hosty Ettou James Juniorem Wellsem, Buddym Guyem a Albertem Kingem
- 2003: 70th Birthday Concert CD a DVD (s Erikem Claptonem)
- 2004: The Godfather of British Blues/Turning Point DVD

Pouze z www Johna Mayalla:
- 2004: Cookin' Down Under DVD

### Singly
- 1964: "Crawling Up The Hill / Mr. James" (Decca F11900)
- 1965: "Crocodile Walk / Blues City Shakedown" (Decca F12120)
- October 1965: "I'm Your Witchdoctor / Telephone Blues" (Immediate IM012) první singl jako John Mayall & The Bluesbreakers
- August 1966: "Lonely Years / Bernard Jenkins" (Purdah 453502) *September 1966: "Parchman Farm / Key To Love" (Decca F12490)
- 1966: "Looking Back / So Many Roads" (Decca F12506)
- 1967: "Sitting In The Rain / Out Of Reach" (Decca F12545)
- 1967: "Curly / Rubber Duck" (Decca F12588)
- 1967: "I'm Your Witchdoctor / Telephone Blues" (Immediate IM051)
- 1967: "Double Trouble / It Hurts Me Too" (Decca F12621)
- 1967: "Suspicions Pt.1 / Suspicions Pt.2" (Decca F12684)
- 1968: "Picture On The Wall / Jenny" (Decca F12732)
- 1968: "No Reply / She's Too Young" (Decca F12792)
- 1968: "The Bear / 2401" (Decca F12846)